# Cantonul La Rochelle-7
Cantonul La Rochelle-7 este un canton din arondismentul La Rochelle, departamentul Charente-Maritime, regiunea Poitou-Charentes, Franța.